# 天河潭

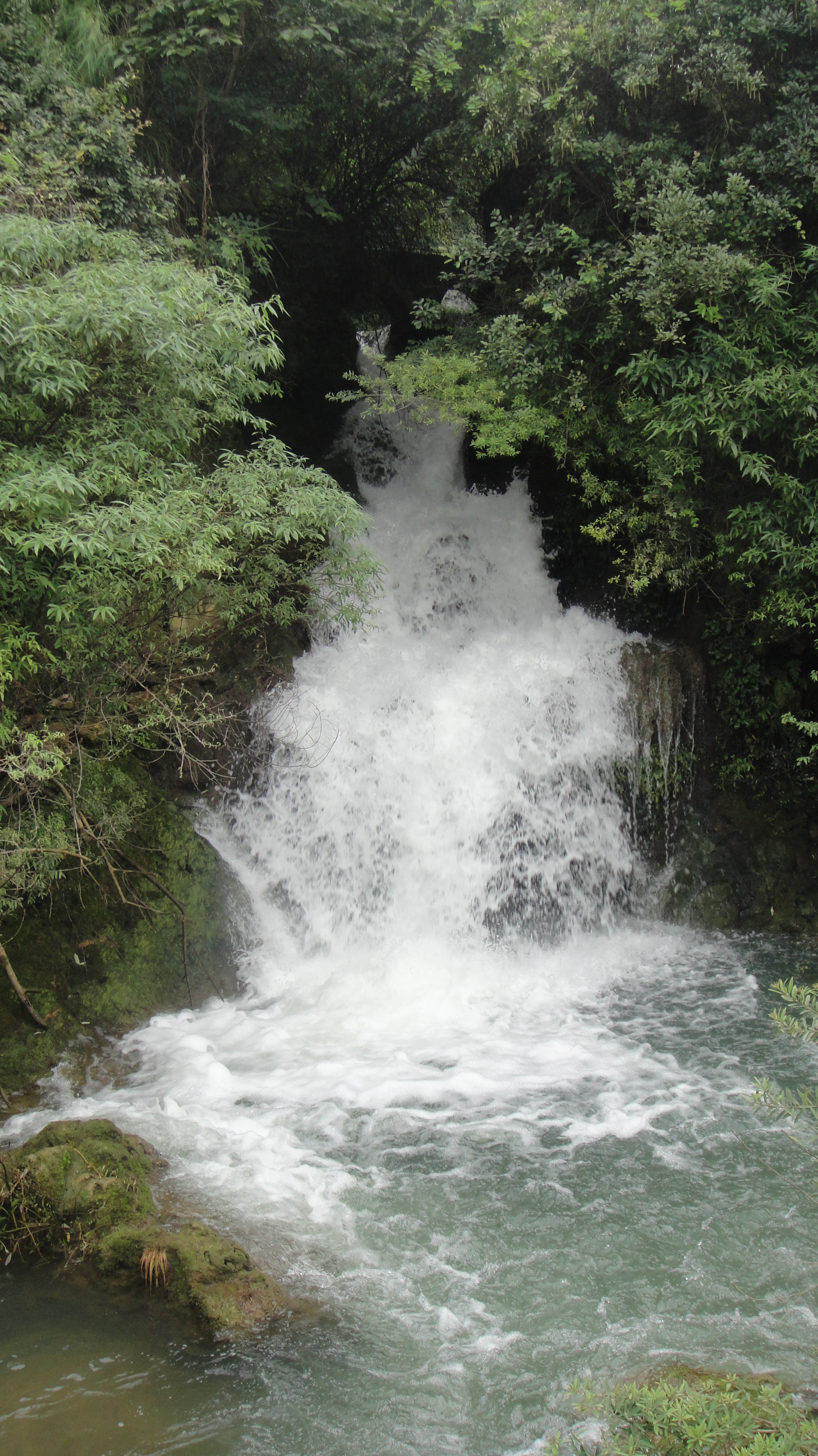
天河潭

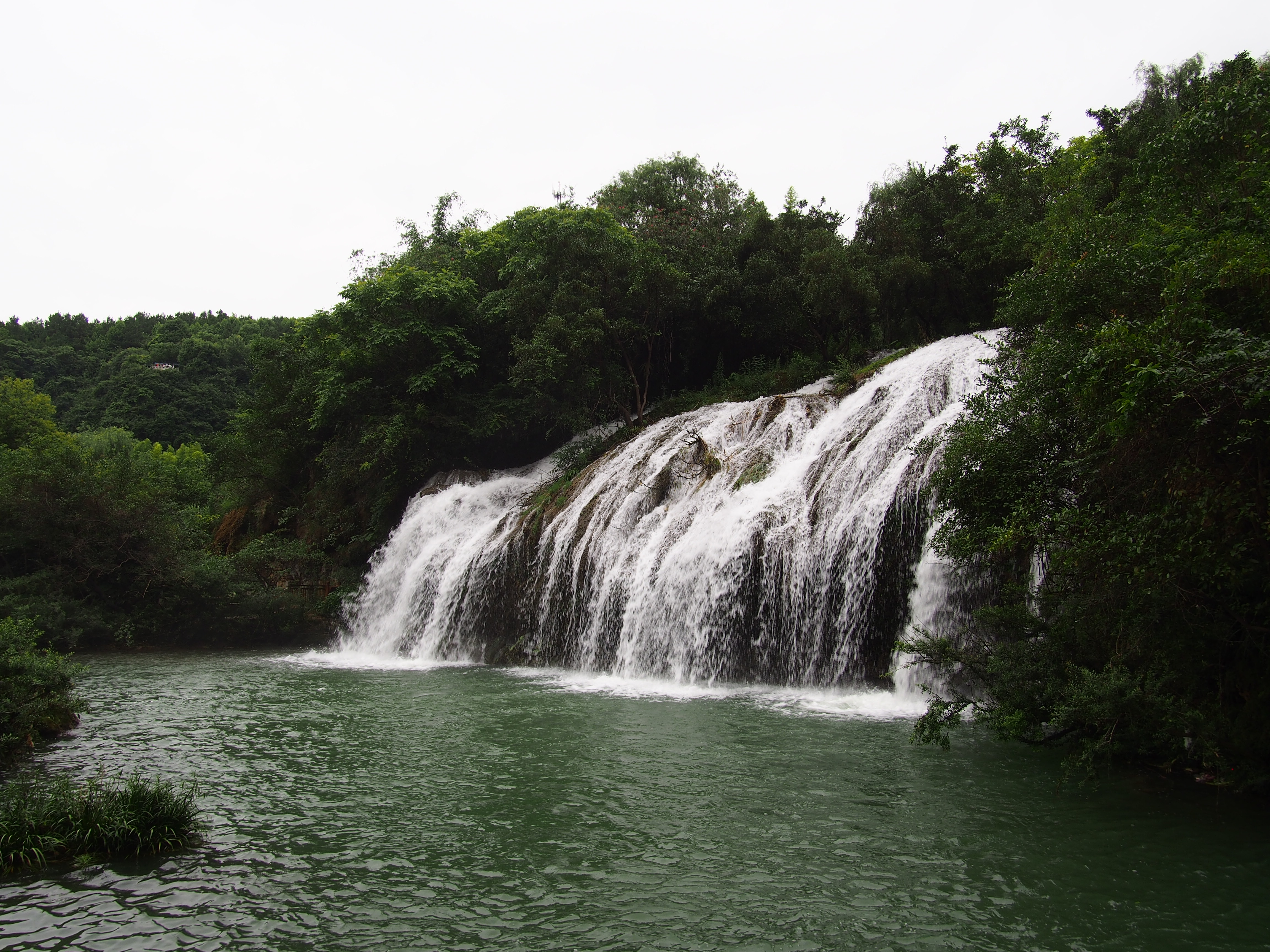
天河潭美人凼瀑布

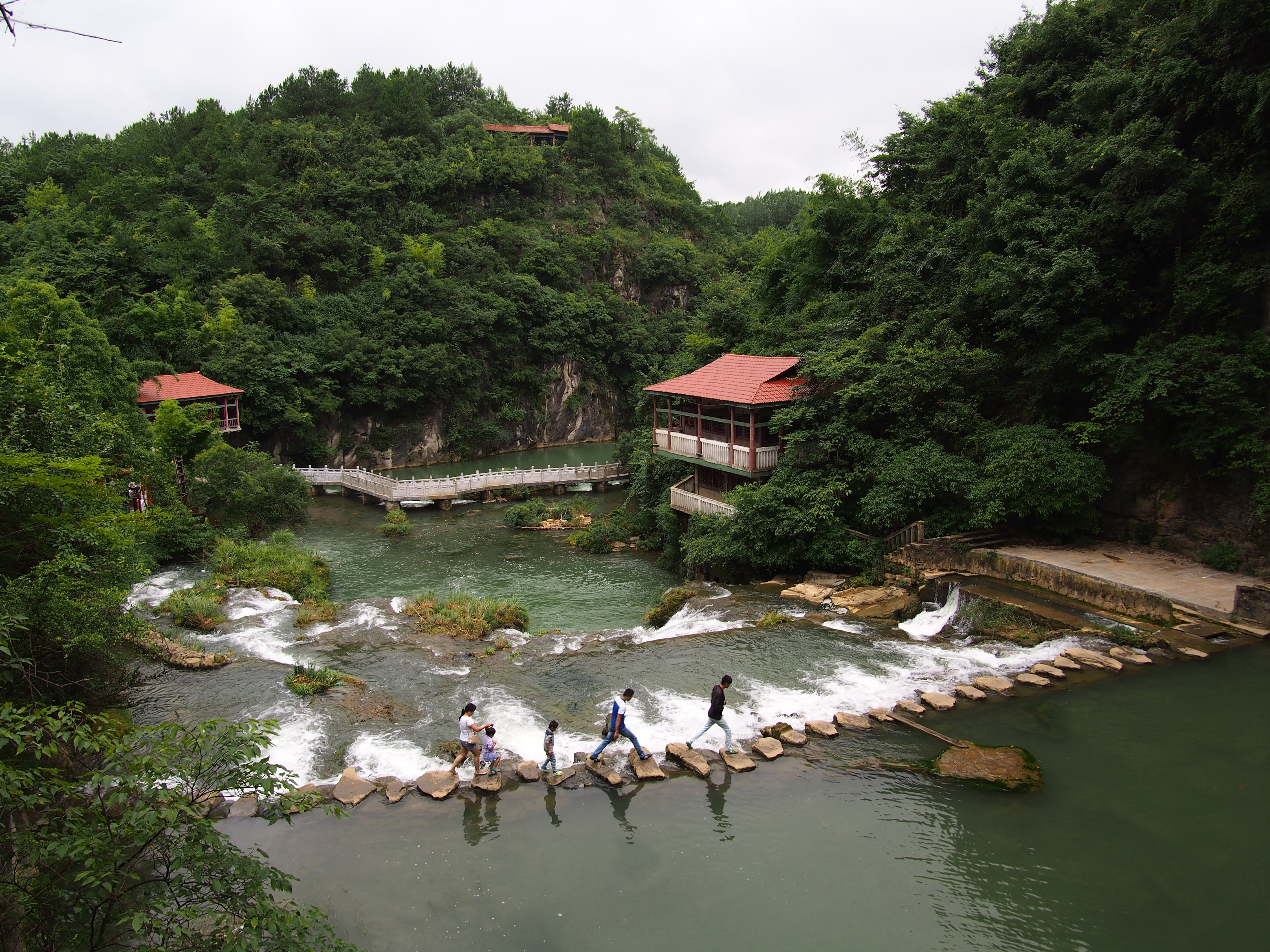
天河潭石蚌滩

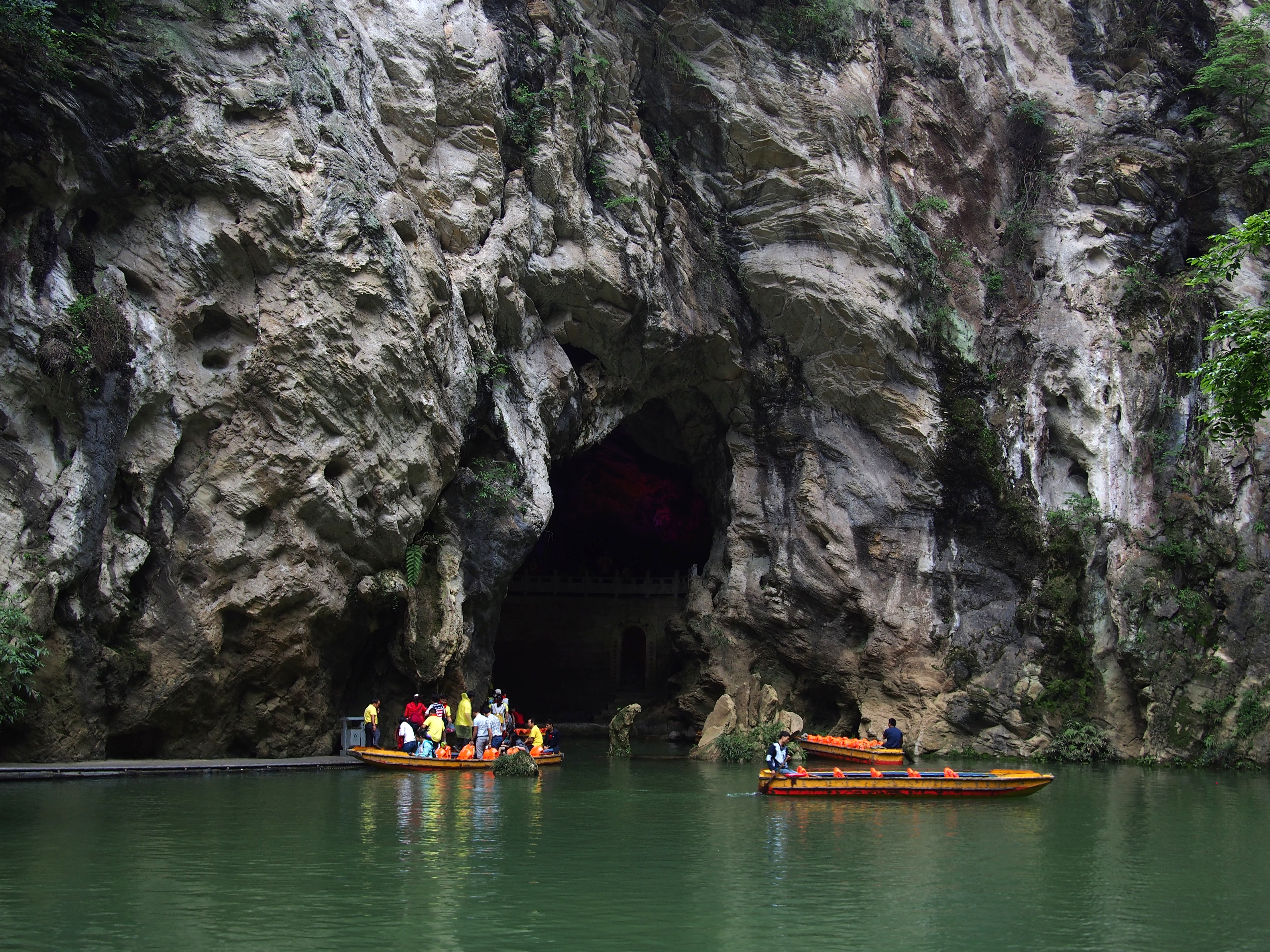
天河潭旱洞入口

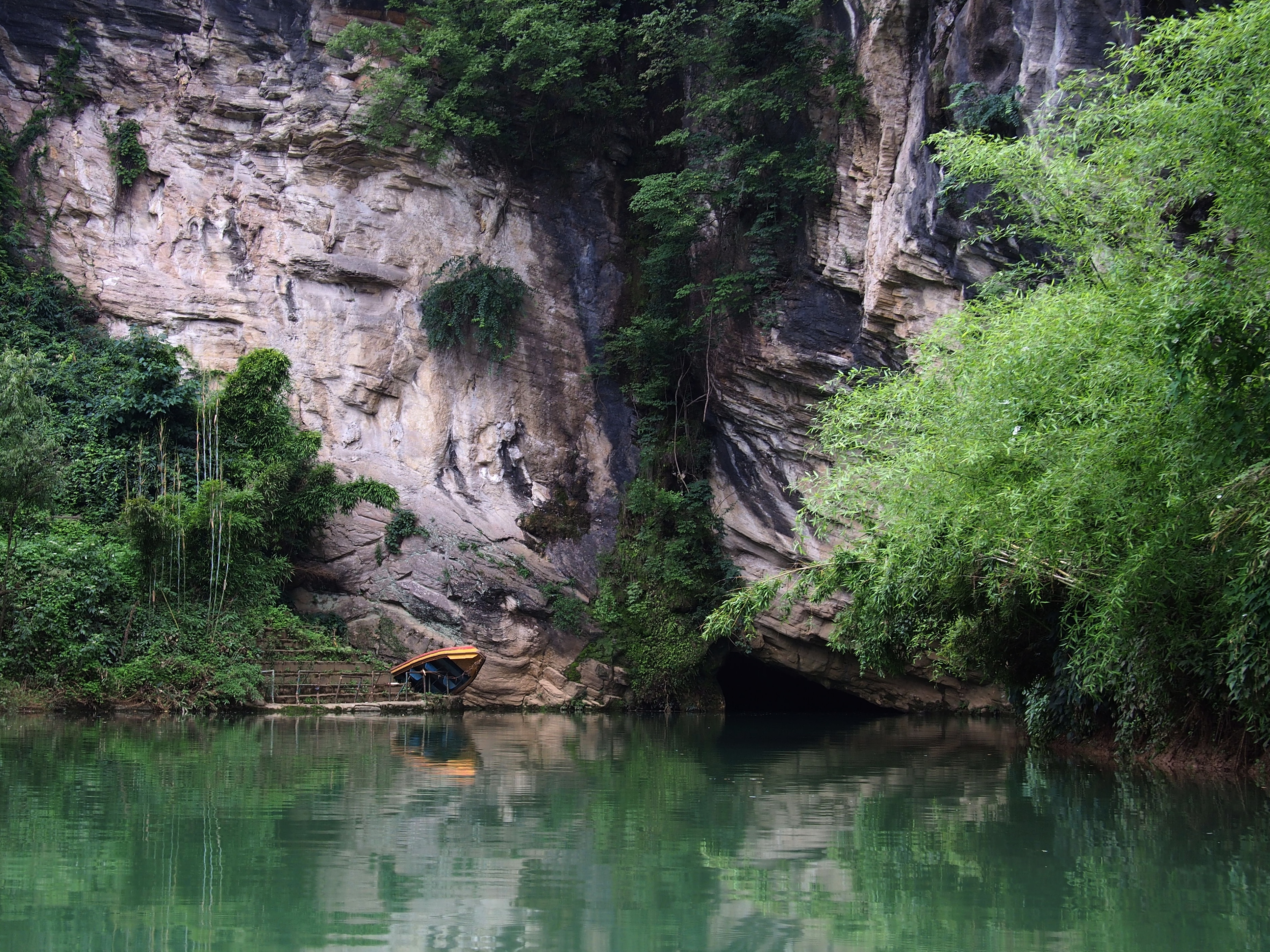
天河潭水洞入口

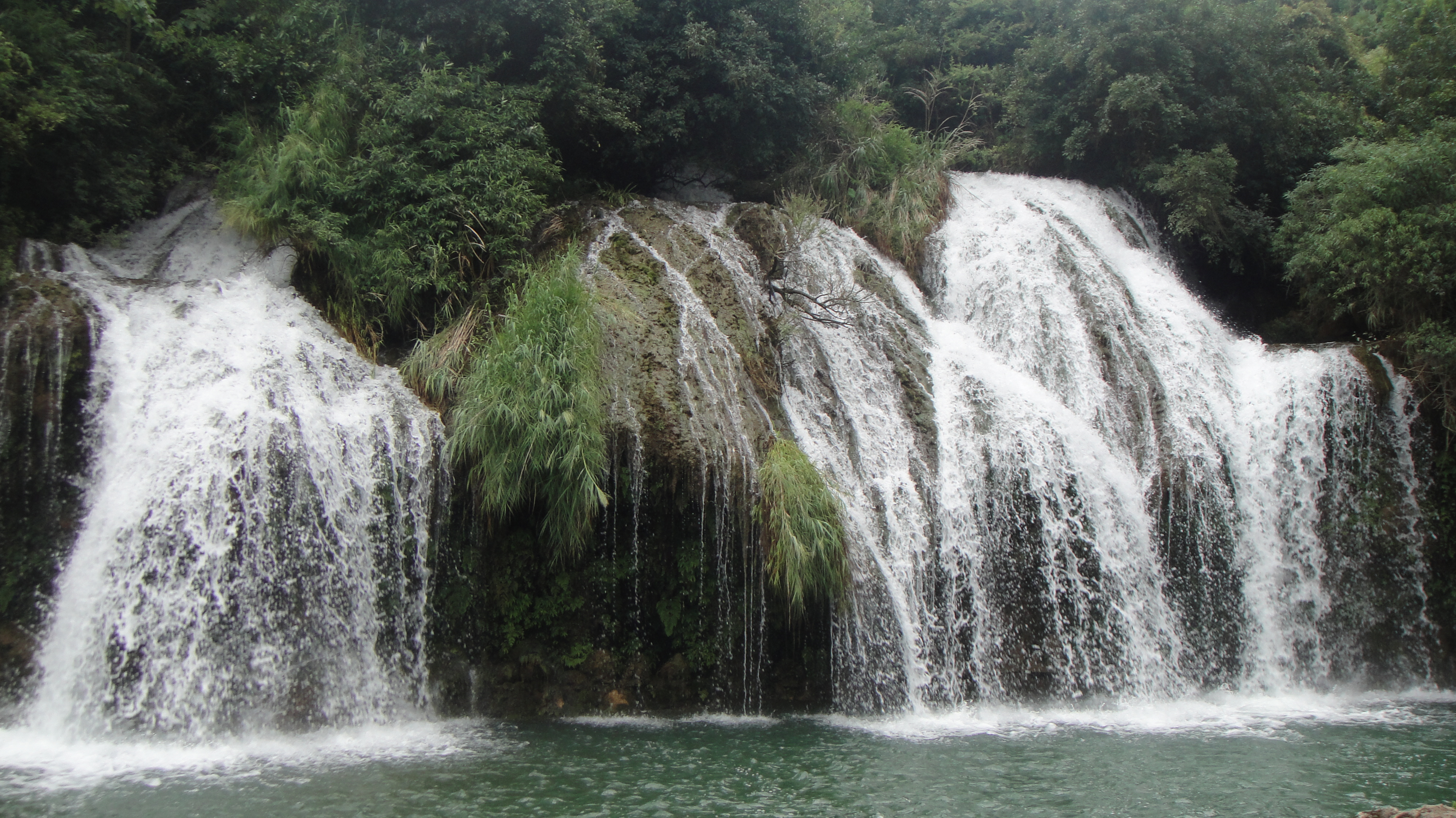
天河潭美人凼瀑布

天河潭，全称天河潭风景区，是中華人民共和國贵州省贵阳市花溪区石板镇境内的景區，距贵阳市中心24公里，距花溪13公里，总面积为15平方公里，是中國国家4A级旅游景区。